# Andromeda-Felsen

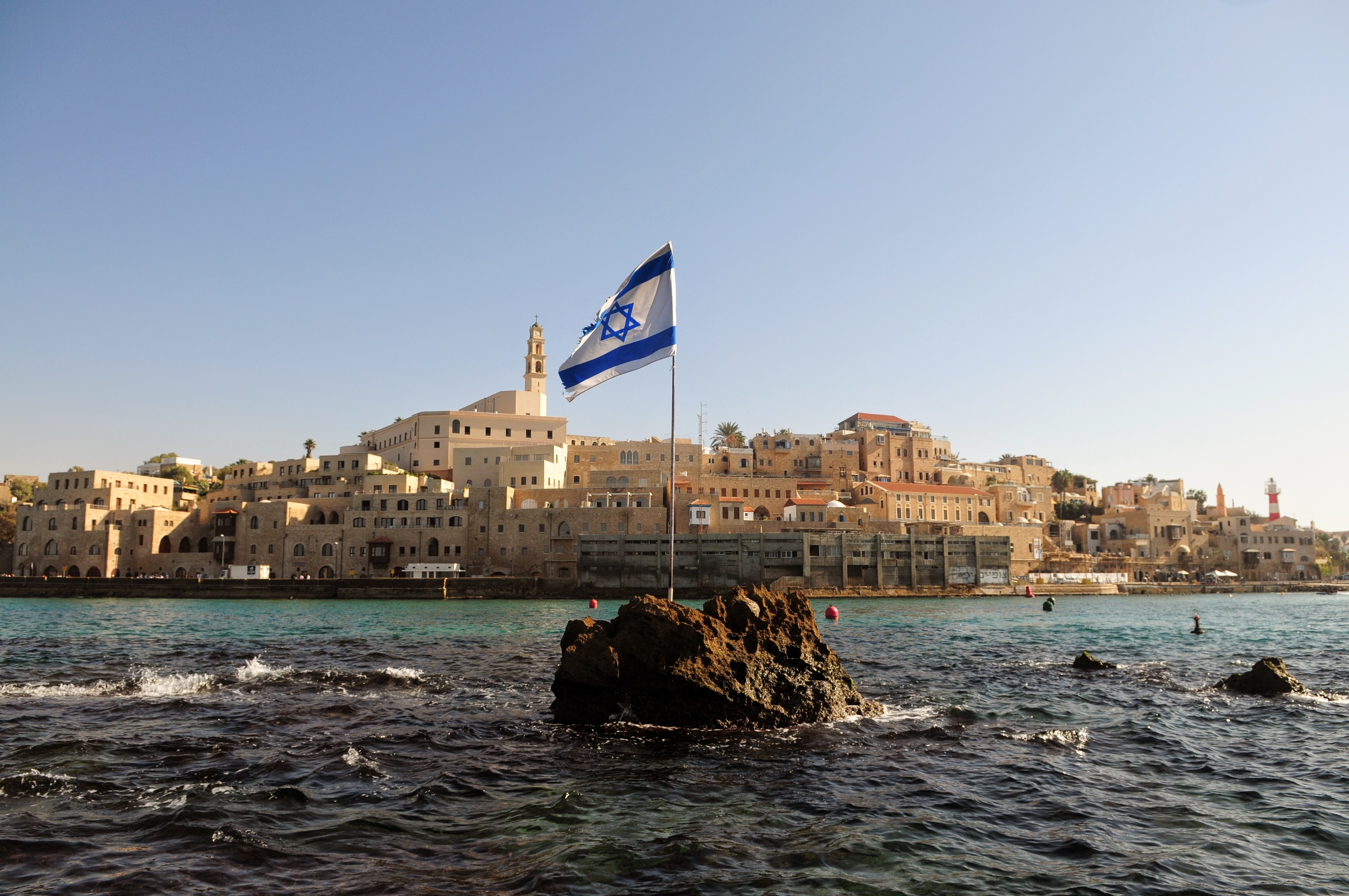
Der Andromeda-Felsen mit Blick auf die Altstadt von Jaffa

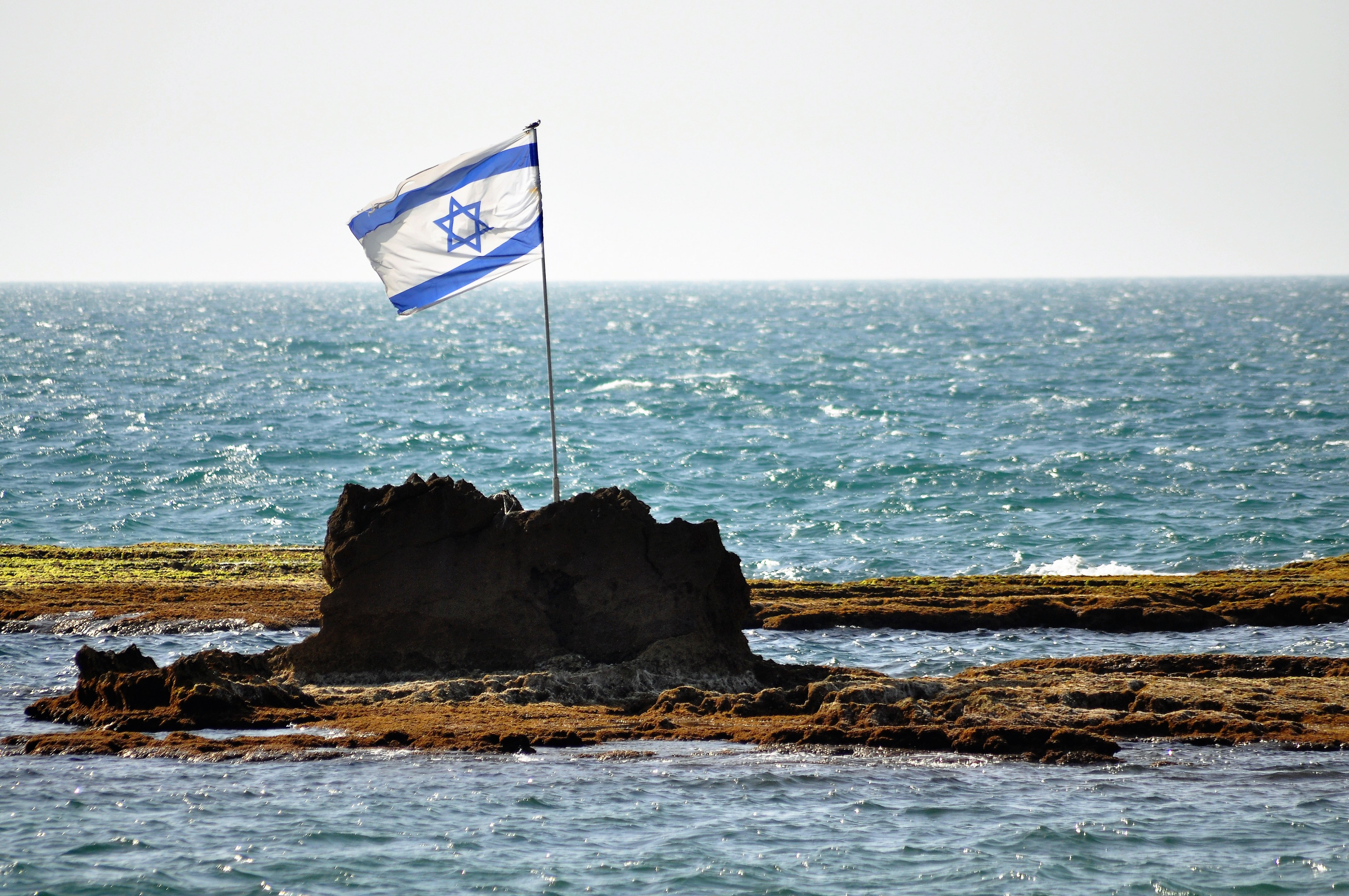
Das Plateau des Andromeda-Felsens bei ruhiger See

Der Andromeda-Felsen ist ein vor der Altstadt Jaffas, im heutigen Israel, aus dem Mittelmeer herausschauender Felsen und eine lokale touristische Sehenswürdigkeit. Der griechisch-mythologischen Legende nach fand hier die Opferung der Königstochter Andromeda an ein Seeungeheuer statt, welches von Perseus jedoch rechtzeitig bezwungen wurde, der daraufhin Andromeda zur Frau nahm. 
→ Hauptartikel: Andromeda (Mythologie)

## Der antike Mythos

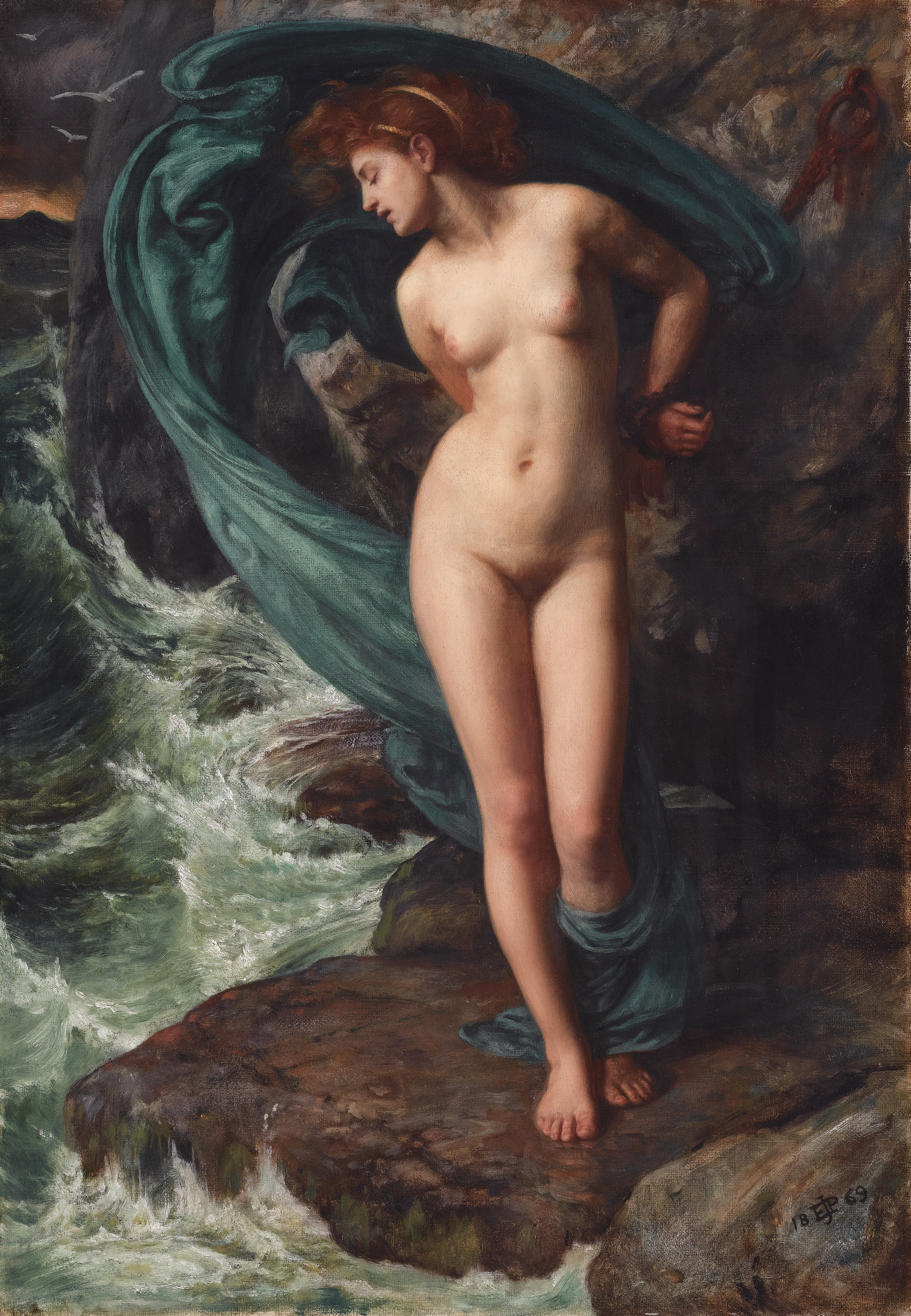
Andromeda-Gemälde von Edward Poynter, 1869

Neben den Fragmenten der im Jahr 412 v. Chr. uraufgeführten Andromeda-Tragödie des Euripides stellen Quellen aus der römischen Zeit des 1. und 2. Jahrhunderts n. Chr. die wichtigsten literarischen Zeugnisse für die Andromeda-Sage dar.
Demnach muss Andromeda, Tochter des Königs Kepheus von Aithiopia für die Hybris ihrer Mutter Kassiopeia büßen, die – je nach Überlieferungsvariante – sich oder ihre Tochter Andromeda für schöner als die Nereiden hielt. Der erzürnte Meeresgott Poseidon sandte daraufhin das Seeungeheuer Ketos sowie eine Flut. Um das Land von dieser Plage zu befreien, wird Andromeda auf Weisung eines Orakels, das allgemein mit jenem des Ammoneion identifiziert wird, bzw. auf Poseidons Forderung, an einen Felsen am Meer gekettet, um dem Ungeheuer geopfert zu werden.
Dort wird sie von Perseus entdeckt, der nicht ganz uneigennützig seine Hilfe anbietet. Nach Ovid, Manilius und der Bibliotheke des Apollodor eilte Perseus zu Andromedas Eltern und macht zur Bedingung für die Rettung ihrer Tochter, dass er sie als Braut mit sich nehmen darf, was die Eltern billigten. Nach Euripides fragt Perseus Andromeda, welchen Dank er zu erwarten hat, wenn er sie befreit, woraufhin Andromeda antwortet: „Nimm mich mit, Fremder, als Dienerin, wenn du willst, oder Gattin oder Sklavin.“ Perseus tötet daraufhin das Ketos mit dem Schwert, befreit Andromeda und nimmt sie zur Frau.

## Die Legende von Joppe
Während der Schauplatz der Legende wohl ursprünglich südlich von Ägypten an der afrikanischen Rotmeerküste verortet wurde, etablierte sich ab dem 4. Jahrhundert v. Chr. der neue Schauplatz der Legende von Andromeda; als Erster nennt Pseudo-Skylax die Stadt Joppe, das heutige israelische Jaffa, als Opferungsort der Andromeda.
Anstoß dafür, den Handlungsort nach Joppe zu verlegen, war womöglich die ebenfalls dort lokalisierte biblische Sage von Jona und dem Walfisch. Sicher ist, dass Joppe eine Reihe von Kultstätten aufwies, die sich mit dem Andromeda-Mythos verknüpfen ließen. Plinius der Ältere und Flavius Josephus berichten von einem Felsen, an dem sich angeblich noch die Spuren der Fesselung Andromedas finden ließen. Darüber hinaus präsentierten die Einwohner von Joppe die Knochen eines großen Meerestieres, das sie für das von Perseus getötete Ungeheuer Ketos hielten, und verehrten eine Fischgöttin namens Ceto, die mit dem Ketos gleichgesetzt wurde. Pausanias berichtet von einer Quelle, aus der rotgefärbtes Wasser sprudelte, was von den Einwohnern so gedeutet wurde, dass Perseus sich nach dem Tod des Ketos dort das Blut abgewaschen habe.
In der römischen Kaiserzeit hatte sich im öffentlichen Bewusstsein die Rivalität der beiden Schauplätze bereits fest etabliert, wobei Joppe dominiert zu haben scheint. Während Ovid, die Bibliotheke des Apollodor und Hyginus vom Schauplatz in Aithiopia sprechen und ihn wohl in Afrika verorten, lokalisieren Plinius, Flavius Josephus und Pausanias ihn in Joppe, wobei Plinius beide Erzählungen verknüpft, indem er den König von Joppe kurzerhand zu einem Äthiopier macht. Strabon lehnte Joppe als Schauplatz der Andromeda-Opferung ab.

## Ansichten

Bilder vom Andromeda-Felsen
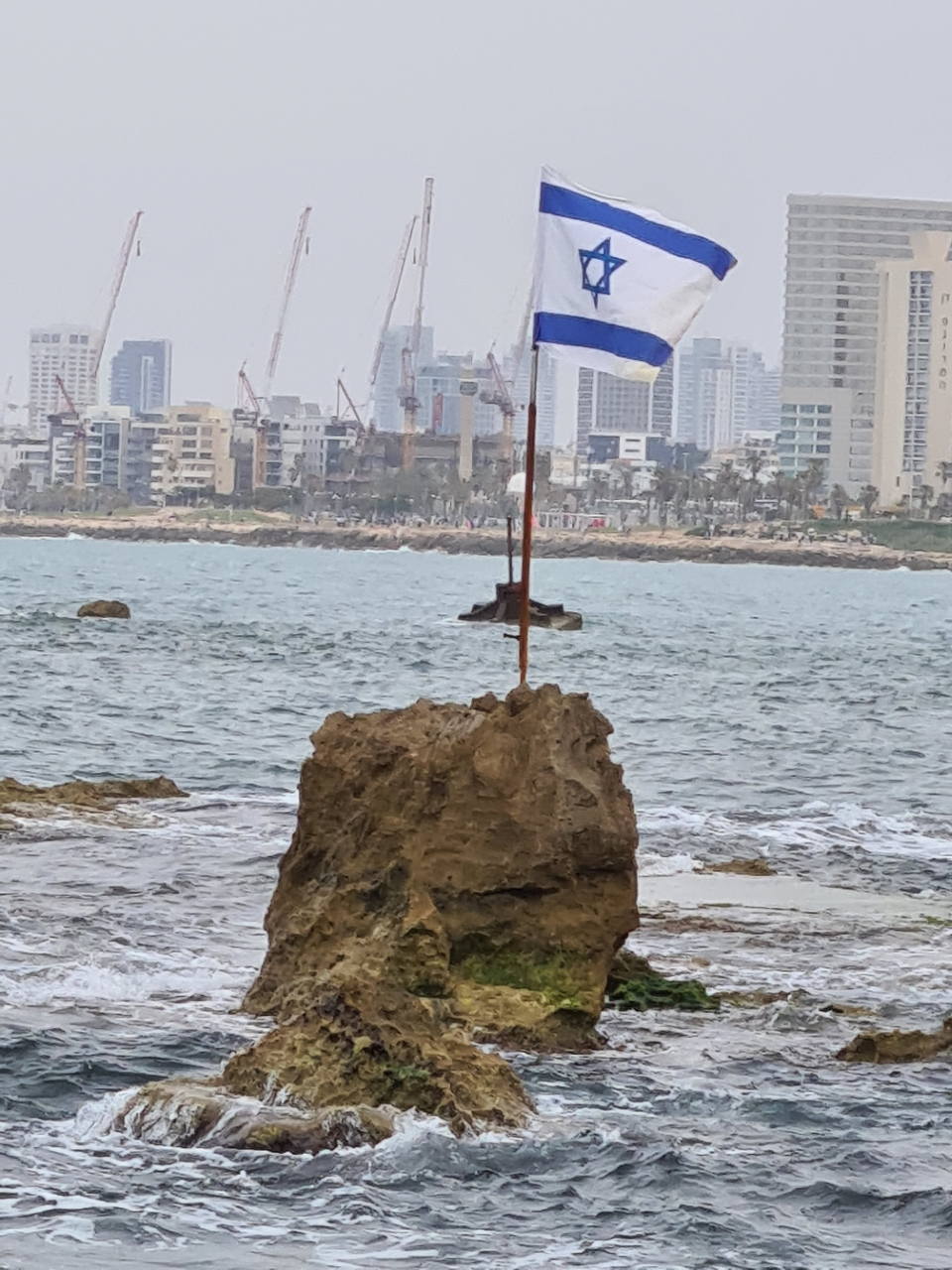
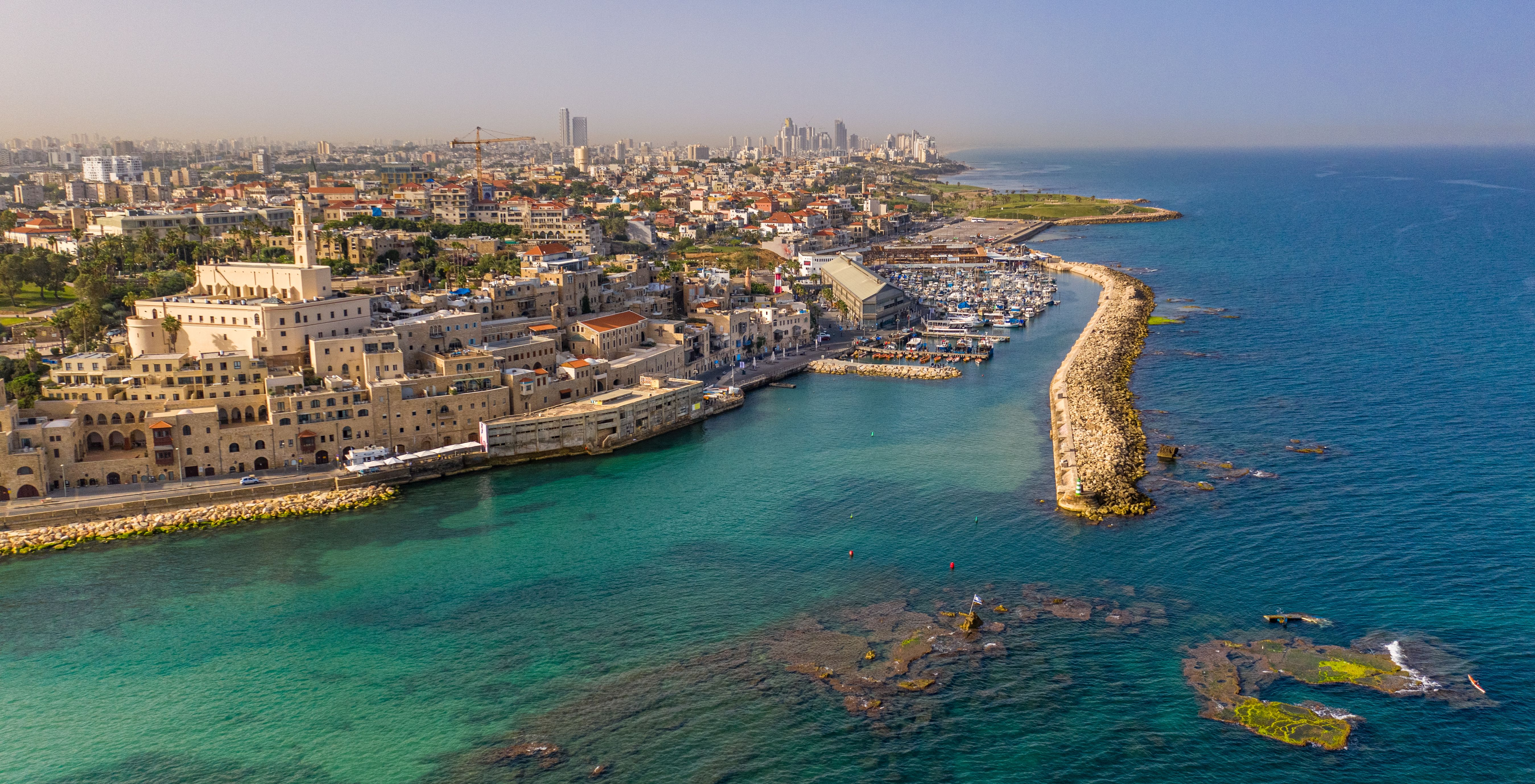
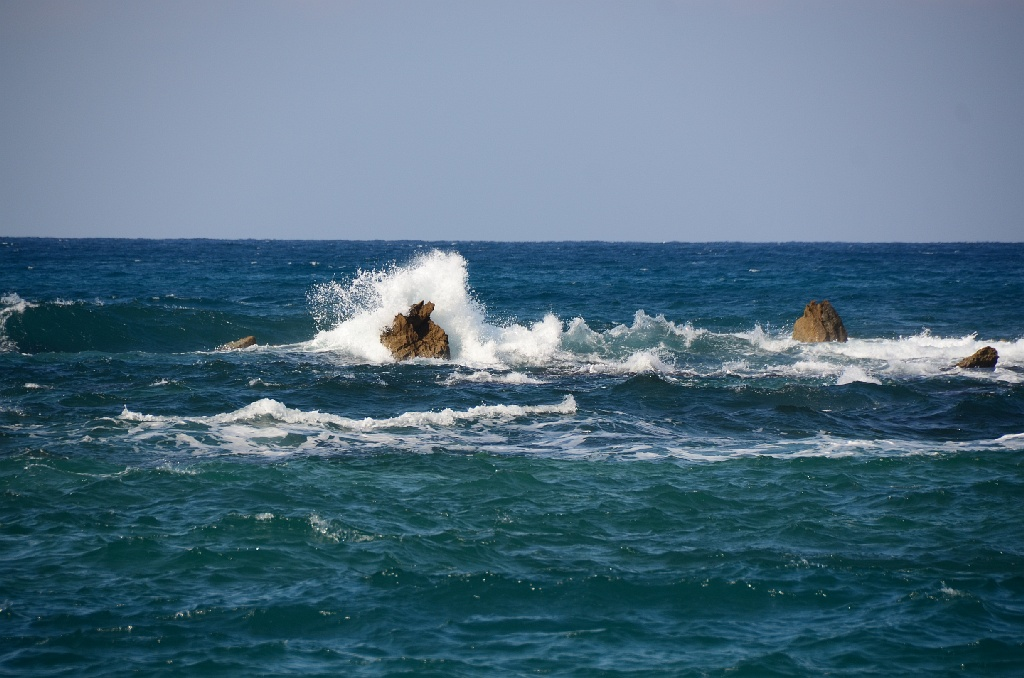
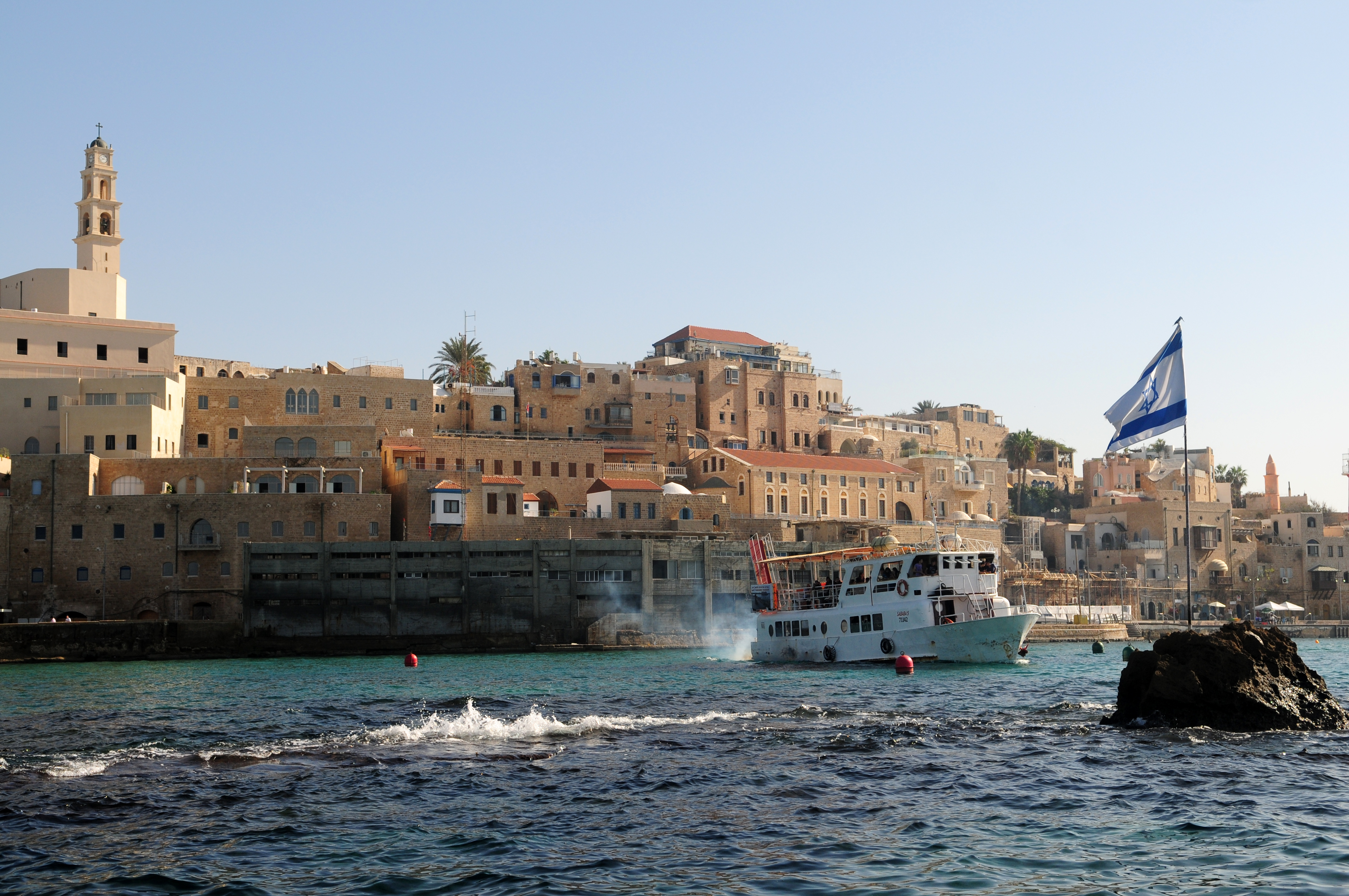
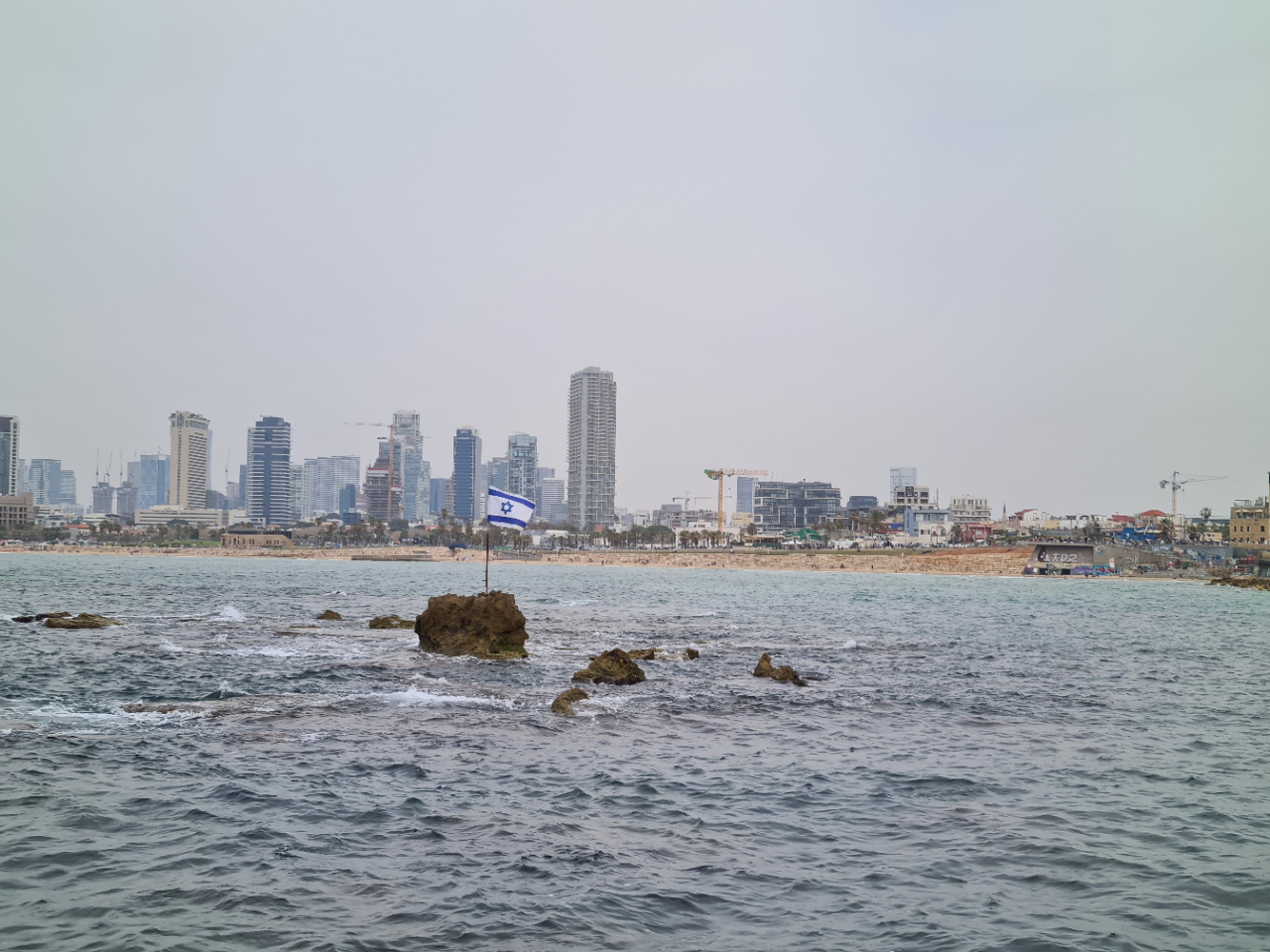